# Germanicus de Smyrne
 (janvier 2022).
Pour les articles homonymes, voir Germanicus (homonymie).
Germanicus était un jeune chrétien arrêté et martyrisé pour sa foi à Smyrne (Izmir, Turquie) sous le règne de l' empereur romain Antonin. Il est vénéré tant dans l'Eglise Catholique qu'Orthodoxe. Sa fête est fixée le 19 janvier.
« Alors que Germanicus se tenait dans l'arène, face à une bête féroce, le proconsul romain le supplia de renier sa foi, compte tenu de sa jeunesse, pour obtenir le pardon. Mais le jeune homme refusa d'apostasier et accepta volontiers le martyre », est-il écrit dans le Martyrologe romain
Germanicus fut loué pour son courage face aux bêtes sauvages jetées sur lui pour le dévorer. En tant que son disciple, il est associé à l'épisode du Martyre de Polycarpe.